# Leonard Doroftei
Leonard Doroftei (Ploiești, 1970. április 10.–) román ökölvívó.

## Amatőr eredményei
- 1992-ben bronzérmes az olimpián kisváltósúlyban.
- 1993-ban bronzérmes az Európa-bajnokságon kisváltósúlyban.
- 1995-ben világbajnok könnyűsúlyban.
- 1996-ban Európa-bajnok könnyűsúlyban.
- 1996-ban bronzérmes az olimpián könnyűsúlyban.

Mérlege: 239 győzelem, 15 vereség.

## Profi karrierje
1998-ban állt profinak és a francia nyelvű Quebec legnagyobb városába Montréalba költözött. 2002. január 5-én az argentin Raul Horacio Balbi legyőzésével lett az WBA könnyűsúlyú világbajnoka. 2003. május 17-én címegyesítő mérkőzést vívott az IBF-bajnok amerikai Paul Spadaforával, ami döntetlenre végződött és mindketten megtartották címüket. Súlyproblémái miatt felment kisváltósúlyba, ahol az első címmeccsén kiütéses vereséget szenvedett a WBC-bajnok	Arturo Gattitól.
24 mérkőzéséből 22-t nyert, egyet vesztett el és egy végződött döntetlennel.